# Palasip Qaqqaa
Palasip Qaqqaa (en danois : Prœstefjeldet) est une montagne située à l'ouest du Groenland, sur le détroit de Davis, dans les environs de la ville de Sisimiut. La cime principale a une altitude de 541 mètres.
La montagne s'étend sur quatre kilomètres, dans une direction ouest-est, et constitue l'extrémité d'une longue chaîne de montagnes qui commence au niveau du massif Pingu, entre le détroit de Davis et l'inlandsis du Groenland.